# BITNET
BITNET — это сеть электронных коммуникаций, связывающая компьютеры более 560 организаций — членов CREN в США, включая университеты, колледжи, школы, исследовательские центры, финансируемые правительством, и правительственные агентства. Вместе с объединением с сетями в других странах BITNET является единой логической сетью, соединяющей более 1500 организаций в 52 странах, обеспечивающей электронный обмен информацией для поддержки научных исследований и образования. Кроме того, многочисленные шлюзы позволяют передавать электронную почту между BITNET’ом и Интернетом, NSFNET'ом и другими сетями.

## Обозрение BITNET/EARN
- BITNET (Because It’s Time — «потому, что пришло время»)
- EARN (European Academic & Research Network — «европейская академическая и исследовательская сеть»)

### Общее описание
Пользователи BITNET совместно используют информацию с помощью электронной почты, пересылаемой между конкретными пользователями, подписываясь на списки рассылки по интересам, передавая документацию, программы, данные от обслуживающих машин BITNET и обмениваясь короткими интерактивными сообщениями. Свыше 3000 списков рассылки активно в настоящее время в BITNET. Каждый отдельный список может насчитывать до нескольких тысяч участников. Кроме того, отдельные сегменты сети предоставляют средства для интерактивного доступа к удалённым компьютерам и доступа к удалённым базам данных. Помощь пользователям и сетевые информационные службы обеспечиваются информационным центром BITNET — BITNIC. BITNIC обеспечивает помощь в управлении, связи и распределении информации пользователям и обслуживающему персоналу сети как через сеть с помощью пересылки файлов и интерактивных сообщений, так и обычной почтой, и по телефону во всём мире. Обеспечивает документацию как напечатанную, так и хранимую на машинных носителях. Практически все сервисы сети BITNET бесплатные. Для того, чтобы подключиться к сети, необходимо оплачивать линию связи до ближайшего узла. В сети запрещено заниматься коммерческой, политической и религиозной деятельностью.

### Техническая организация

Пример соединения компьютеров в сети BITNET. Прямоугольники обозначают компьютеры, буквы — их имена, а линии — пути связи между компьютерами.

BITNET — сеть с промежуточным накоплением, основанная на протоколе связи NJE, разработанном IBM. ЭВМ в BITNET связаны друг с другом при помощи выделенных (арендованных) телефонных каналов связи или другими быстрыми постоянными линиями. Линии связи могут использоваться совместно с другими национальными, академическими и образовательными сетями. Например, NJE может работать как протокол высокого уровня над TCP/IP или X.25. Для связи с Северной Америкой использовалась высокоскоростная линия связи T1 (1544 Кбит/сек). Основу BITNET составляли узлы, использующие «большие» машины типа IBM System/370/390 (мейнфреймы), работающие под управлением операционной системы VM (более 40 %). Были узлы, работающие под MVS. Среди не-IBM систем насчитывалось много суперминикомпьютеров VAX фирмы DEC, обычно работавших под управлением ОС VMS c JNET (около 40 % от всех машин); имелись также Unix-системы, CDC, Amdahl и другие системы, которые могли использовать протокол NJE. Протокол NJE реализован в продуктах: RSCS для VM; JES/NJE в MVS; JNET в VMS; Urep в UNIX.
Сеть BITNET строится по принципу «от точки к точке». В сети существует только один путь из «точки A в точку B». Если сеть выглядит так, как показано на рисунке, и мы посылаем сообщение из компьютера «A» в компьютер «N» то оно пройдёт по следующему пути:
A → B → D → E → F → G → K → N
Компьютер, присоединяемый к BITNET, подключается к ближайшему компьютеру, уже включённому в сеть. Каждому компьютеру в BITNET даётся собственное имя, отличное от всех остальных.
BITNET связывала:
- BITNET (US) — распространена на территории США, Мексики и Коста-Рики.
- NetNorth — сегмент Канады.
- B Южной Америке: сети RUNCOL — Колумбия и ANSP — Бразилия, имеются узлы в Аргентине, Перу, Уругвае, Чили, Эквадоре.
- EARN (European Academic & Research Network — Европейская сеть академических исследований) основана в 1984 году и охватывает такие страны, как: Австрия, Бельгия, Болгария, Великобритания, Венгрия, Германия, Греция, Дания, Ирландия, Испания, Италия, Кипр, Люксембург, Нидерланды, Норвегия, Польша, Португалия, Россия (сеть SUEARN), Турция, Финляндия, Франция, Чехословакия, Швейцария, Швеция, Югославия. В состав EARN входят мощные компьютеры Европейских исследовательских центров (ЦЕРН, Европейское космическое агентство), национальных исследовательских центров Франции, Англии, Италии, Германии.
- Исландия, хотя и значится в узлах BITNET/EARN, является доступной только через межсетевой шлюз.
- GULFNET — Ближневосточный сегмент BITNET объединяет 10 академических институтов в Бахрейне, Израиле, Кувейте и Саудовской Аравии.
- B Африке: Египет и Тунис.
- ASIANET и CAREN — объединяют в Азии Гонконг, Индию, Корею, Малайзию, Сингапур, Тайвань, Японию.

За счёт организации шлюзов в другие сети ещё более чем 20000 хост-ЭВМ имеют доступ к ресурсам сети BITNET.
| Регион                          | Количество узлов |
| ------------------------------- | ---------------- |
| Северная Америка (США и Канада) | 2271             |
| Европа                          | 900              |
| Азия                            | 120              |
| Южная Америка                   | 48               |
| Центральная Америка             | 14               |
| Африка                          | 4                |

### Сервисы BITNET/EARN
Пользователи любого компьютера, соединённого с EARN/BITNET, имеют возможность:
- пользоваться услугами электронной почты;
- осуществлять пересылку файлов и наборов данных любого типа (данные, программы, документы);
- использовать удалённые вычислительные ресурсы (удалённый запуск заданий);
- обмениваться интерактивными сообщениями и проводить телеконференции в режиме реального времени (ON-LINE);
- пользоваться удалёнными прикладными процессами (FILE SERVERS, базами данных, библиотеками и пр.)

#### Электронная почта
Пользователю предоставляется удобный и простой в обращении почтовый интерфейс, что делает данную услугу доступной для пользователей, не имеющих специальной подготовки. В качестве стандарта для почтовых сообщений в EARN/BITNET принят RFC822. Обмен почтой с сетями, использующими другие почтовые протоколы, осуществляется через специальные сетевые шлюзы.

#### Пересылка файлов
NJE позволяет осуществлять передачу в асинхронном режиме содержимого файлов и наборов данных одновременно с описанием их структуры (имя, формат). Экономичный асинхронный способ передачи отличает этот вид сервиса от таких процедур передачи файлов, как FTP (TCP/IP) и FTAM (OSI).

#### Использование удалённых вычислительных ресурсов
Удалённый запуск задания RJE (Remote Job Entry) является, с точки зрения научного сотрудника, одним из наиболее важных видов сервиса некоммерческих сетей. Обусловлено это тем, что вместо приобретения дорогостоящих программ и установки их на собственном компьютере вы можете производить расчёты на компьютере, где такая программа уже имеется, а результаты расчёта будут переданы вам по сети. Для учёных России эта возможность привлекательна ещё и тем, что позволяет:
- во-первых, избежать не только валютных расходов на приобретение математического обеспечения, но и трудоёмкого процесса адаптации зарубежных программ для российской вычислительной техники;
- во-вторых, использовать современные средства вычислительной техники, которые в нашей стране либо немногочисленны, либо отсутствуют вообще. Зарубежные научные группы, сотрудничающие с российскими научными организациями, охотно предоставляют сотрудникам последних ресурсы своих вычислительных центров. Однако до появления российских научных сетей (SUEARN, Freenet) использовать это обстоятельство было практически невозможно, так как оплата трафика по тарифам коммерческих сетей могла бы составить астрономические суммы.

#### Обмен интерактивными сообщениями
NJE-протокол обеспечивает возможность передачи интерактивных сообщений и команд.
Хотя существуют факторы, несколько ограничивающие использование интерактивной передачи данных в этой сети, тем не менее, EARN/BITNET позволяет проводить в режиме реального времени конференции с участием больших групп пользователей. Сервис при проведении таких конференций обеспечивается программой «RELAY», которая производит отбор и перераспределение интерактивных сообщений, что позволяет избежать перегрузки линий и избавляет пользователя от каких-либо забот о поддержании списка участников и необходимости осуществления операций, требующих специальных знаний.

#### Информационные серверы
Файловые серверы, функционирующие на значительной части узлов BITNET, обеспечивают пересылку пользователю по его требованию различных файлов, содержащих информационные материалы или программные продукты. Запросы серверу могут посылаться как в виде интерактивных сообщений, так и в виде текста в системе электронной почты. Серверы имеют определённую специализацию. Ниже перечислены основные типы серверов.
- NETSERV — имеет библиотеки программ и информационных материалов, необходимых администрации сети и пользователям. Ha NETSERV находятся, в частности, базы данных, содержащие сведения о пользователях сети, области их научных интересов и их сетевых адресах. С их помощью можно получить список специалистов, занимающихся какой-либо проблемой.
- TRICLE/RED — сервер высылает пользователям файлы по их запросам.
- TRICLE — взаимодействует с файловыми серверами Интернет, допускающими анонимный FTP доступ. Запросы серверу направляются по электронной почте. TRICLE обычно рассматривается как альтернатива FTP, что особенно важно для пользователей сетей, в которых последний вид сервиса отсутствует. TRICLE-серверы открывают пользователю быстрый и эффективный доступ к огромному количеству разнообразных программных продуктов.
- BITFTP (BITNET FTP Server) даёт возможность пользователям EARN/BITNET работать с FTP-серверами сети Интернет. Данный сервер выполняет роль почтового интерфейса между пользователем EARN/BITNET и FTP-серверами. BITFTP передаёт команды, содержащиеся в почтовом сообщении другому серверу, который и осуществляет реальное FTP соединение. После выполнения задания пользователю высылается протокол сессии и затребованные файлы.
- ASTRA позволяет пользователю вести поиск в распределённых базах данных. При работе с ASTRA используется один и тот же интерфейс для взаимодействия со всеми доступными через данную систему базами данных, даже в тех случаях, когда в последних используются различные языки запросов, такие как STAIRS, ISIS, SQL, FOCUS или SAS.

В отдельную группу можно выделить серверы, обеспечивающие обмен информацией между группами пользователей. Это уже упоминавшийся RELAY, а также LISTSERV.
- LISTSERV/LISTEARN — используется для организации электронных конференций. Любой пользователь может подписаться на конференцию по интересующей его тематике и с этого момента начать получать все сообщения, представляемые на эту конференцию. В свою очередь, отправленные им сообщения доставляются всем остальным подписчикам (в отличие от описанных выше конференций ON-LINE, проводящихся с помощью RELAY серверов, при использовании LISTSERV одновременное присутствие всех участников не является необходимым). LISTSERV автоматически архивирует все сообщения и позволяет работать с этим архивом как с базой данных в интерактивном и пакетном режиме. В настоящее время функционирует несколько тысяч конференций, и практически любой исследователь может найти конференцию, тематика которой представляет для него интерес. Немаловажным является то обстоятельство, что любой пользователь может организовать новую конференцию по интересующей его проблеме. Если проанализировать список конференций, то можно обнаружить, что в нём содержатся не только многочисленные конференции по тем областям науки, в которых традиционно широко используются средства вычислительной техники (информатика, физика, химия, биология и другие естественные науки), но и не менее многочисленные конференции по гуманитарным наукам, вопросам образования и т. п.
- NETNEWS (Usenet') — система электронных бюллетеней (конференций), дающая возможность пользователям обмениваться информацией как на локальном, так и на глобальном уровне. Механизм распространения NETNEWS, использующийся в EARN/BITNET, уменьшает нагрузку на сеть.

Дискуссионные группы, функционирующие в рамках LISTSERV и NETNEWS, могут взаимодействовать,
благодаря чему в них могут участвовать пользователи различных сетей.
В настоящее время для многих сервисов BITNET, в первую очередь для LISTSERV, разработаны интерфейсы CGI для обеспечения доступа к этим ресурсам через WWW.

### История EARN/BITNET
Сеть BITNET была основана в 1981 году как соединение между CUNY — Городской университет Нью-Йорка и YALE — Йельский университет. Её концепция была разработана
Айрой Фахсом — заместителем начальника отделения университетских систем Городского университета
Нью-Йорка и Грейдоном Фришем, директором Йельского компьютерного центра Йельского университета.
В том же году было выполнено подключение к сети юникс-узла и создан первый шлюз в сеть UUCP.
В 1982 году была реализована первая связь с VAX/VMS. В течение нескольких последующих лет сеть быстро росла.
| Год  | Количество орг. в США | Количество узлов в США | Количество узлов в мире |
| ---- | --------------------- | ---------------------- | ----------------------- |
| 1981 | 2                     | 26                     | 26                      |
| 1982 | 7                     | 33                     | 33                      |
|      | 16                    | 56                     | 56                      |
| 1983 | 21                    | 67                     | 67                      |
|      | 33                    | 108                    | 108                     |
| 1984 | 56                    | 168                    | 168                     |
|      | 71                    | 227                    | 166                     |
| 1985 | 95                    | 349                    | 529                     |
|      | 136                   | 529                    | 786                     |
| 1986 | 181                   | 756                    | 1161                    |
|      | 239                   | 912                    | 1413                    |
| 1987 |                       | 1061                   | 1699                    |
|      |                       | 1256                   | 1964                    |
| 1988 |                       | 1391                   | 2211                    |
|      |                       | 1503                   |                         |

Услуги в сети обеспечивались на добровольной основе и в значительной степени были сосредоточены в
CUNY и YALE. В 1984 году был создан исполнительный комитет для обеспечения руководства в разработке стратегии развития сети, основан Сетевой информационный центр — BITNIC. Тогда же была обеспечена связь с Римом и шлюзы в сети ARPANET, CSNET и NetNorth. С 1984 по 1986 годы обеспечение централизованной информацией, управление и услуги для всей сети финансировались IBM, EDUCOM и CUNY. В 1985 году в BITNIC е был установлен первый
LISTSERV, осуществлена связь с Японией. В 1986 году создан шлюз из JANET в EARN.
К 1988 году сеть насчитывала 2211 узлов. С 1989 года стартовал проект BITNET II. В результате протоколы BITNET работают поверх протоколов TCP/IP, что привело к полному слиянию Интернета и BITNET.

### EARN/BITNET в России
После снятия ряда ограничений COCOM с 1990 года СССР был разрешён доступ к средствам BITNET. 25—26 сентября 1990 года в Москве прошло первое совещание по организации SUEARN — советской части EARN.
Сеть, объединяющая московские организации, должна была стать первой очередью сети SUEARN. С 1992 года Россия — участница EARN. Международным узлом Российской подсети EARN являлся Институт органической химии им. Зелинского (ИОХ PAH).
SUEARN состояла из 12 узлов, большинство из которых находились в Москве:
- в Центральном экономико-математическом институте[1]
- в Институте кристаллографии
- в Институте ядерных исследований
- в МГТУ им. Баумана (4 узла)
- в Московском энергетическом институте
- в научных центрах в Черноголовке и Ногинске.

Имелись узлы в Ярославском университете (ЯрГУ) и в ВЦ AH Азербайджана (Баку). В ЯрГУ были установлены российские национальные серверы NETSERV, LISTSERV, NETNEWS, ASTRA, Gopher.